# Tanto amor
Tanto amor é uma telenovela mexicana produzida pela Azteca e exibida pela Azteca 13 entre 3 de agosto de 2015 e 15 de janeiro de 2016.
É um remake da telenovela argentina Pasiones produzida em 1988.
Foi protagonizada por Melissa Barrera e Leonardo García e antagonizada por Rossana Nájera, Arap Bethke e Matías Novoa.

## Enredo
A novela gira em torno de Mía, uma humilde cozinheira com grandes sonhos que se apaixona por Leonardo Lombardo, homem reservado que não é dado para mostrar seus sentimentos.

## Elenco
- Leonardo García - Alberto Lombardo Iturbide
- Melissa Barrera - Mía González Martínez / Mía Lombardo Martínez
- Rossana Nájera - Oriana "La Brava" Roldán Hernández †
- Arap Bethke -  Bruno Lombardo Iturbide
- Matías Novoa - David Roldán Hernandez †
- Andrea Noli - Carolina Méndez Garcia de Lombardo
- Aura Cristina Geithner - Altagracia Hernández vda de Roldán †
- Ofelia Medina -  Silvia Iturbide Vda. de Lombardo †
- Omar Fierro - Jesús Roldán †
- Sergio Klainer - Óscar Lombardo Jiménez †
- María José Magán - Teresa Lombardo Iturbide
- Jorge Luis Vázquez - Antonio" Tony" García / Edson Figueroa †
- Adianez Hernández - Noelia González Martínez
- Miri Higareda -  María "Mary" González Martínez
- Juan Vidal - Rafael Lombardo
- Ramiro Huerta - Miguel Santana
- Ana Karina Guevara - Francisca Martínez Vda. de González †
- Hugo Catalán - Eloy Pérez
- Germán Valdés - René Lombardo Méndez
- Eva Pardo - Yolanda Pérez
- Valeria Galviz - Amaranta
- Andrea Carreiro - Brisa Lombardo
- Alexis Meana - Santiago Lombardo
- Christian Wolf - Jaime Servin †
- Thalía Gómez - Paty
- Marco de la O - Raúl Aguayo †
- Valeria Lorduguin - Jazmín
- Alan Castillo - Tavo